# Amsacta sara
Amsacta sara är en fjärilsart som beskrevs av Swinhoe 1889. Amsacta sara ingår i släktet Amsacta och familjen björnspinnare. Inga underarter finns listade i Catalogue of Life.